# 張恒 (萬曆進士)
張恒（1551年—？），字伯常，號明初，直隸松江府上海縣民籍，蘇州府嘉定縣人，明朝政治人物。

## 生平
萬曆七年（1579年）己卯科應天府鄉試第二十一名，萬曆八年（1580年）庚辰科會試第一百七十三名，登二甲第二十九名進士。都察院觀政，次年授茶陵州知州，丁憂归乡。十三年复除興國州，十七年升刑部员外郎，十八年恤刑浙江，二十一年升饶州知府，丁憂归乡。二十五年补建昌知府，二十九年升本省副使，三十二年升本省右参政，三十五年以终养辞官。

## 家族
曾祖張景暘；祖父張洲；父張杭。母歸氏。